# سباق نوكير كويرز 2025
سباق نوكير كويرز 2025 (بالفرنسية: Nokere Koerse 2025) هو سباق دراجات هوائية من فئة  1.1، وهو الموسم التاسع والسبعين من سباق نوكير كويرز، وأقيم في 19 مارس 2025 ضمن سباقات سلسلة سباقات الاتحاد الدولي للدراجات للمحترفين 2025.
فاز بالمركز الأول Nils Eekhoff ‏، وحلَّ في المركز الثاني ماتيو موشيتي، بينما جاء Luke Lamperti ‏ في المركز الثالث.

## الفرق
| فرق عالمية (10)- Soudal Quick-Step - UAE Team Emirates XRG - Lidl-Trek - Alpecin-Deceuninck - Groupama-FDJ - Intermarché-Wanty - Team Picnic-PostNL - Bahrain-Victorious - Cofidis - XDS Astana Team فرق برو (9)- Lotto - Israel-Premier Tech - أونو-إكس موبيليتي ‏ - سويس ريسينغ أكادمي ‏ - فريق الدراجات Q36.5 ‏ - Unibet Tietema Rockets ‏ - بنجوال باوليز ساوكس دبليو بي ‏ - أوسكالتيل أوسكادي 2025 ‏ - سبورت فلاندرين بالويس ‏ فريق قاري- سوبرانو هام ايزوريكس ‏ |  |
| |  |

## المشاركون
| Soudal Quick-Step SOQ | Soudal Quick-Step SOQ | Soudal Quick-Step SOQ |
| --------------------- | --------------------- | --------------------- |
| م                     | عداء                  | مرتبة                 |
| 1                     | Luke Lamperti ‏        | 3                     |
| 2                     | Gil Gelders ‏          | 50                    |
| 3                     | Andrea Raccagni ‏      | 102                   |
| 4                     | Bert Van Lerberghe ‏   | 41                    |
| 5                     | Lars Vanden Heede ‏    | 101                   |
| 6                     | Warre Vangheluwe ‏     | 84                    |
| 7                     | Gauthier Servranckx‏   | لم يكمل السباق        |

| UAE Team Emirates XRG UAD | UAE Team Emirates XRG UAD | UAE Team Emirates XRG UAD |
| ------------------------- | ------------------------- | ------------------------- |
| م                         | عداء                      | مرتبة                     |
| 12                        | خوان سباستيان مولانو      | 22                        |
| 13                        | ميكيل بيرج                | 20                        |
| 14                        | Luca Giaimi ‏              | 93                        |
| 15                        | فيليبو بارونسيني          | 17                        |
| 16                        | Gibbe Staes‏               | 98                        |
| 17                        | Florian Vermeersch ‏       | 52                        |

| Lidl-Trek LTK | Lidl-Trek LTK     | Lidl-Trek LTK  |
| ------------- | ----------------- | -------------- |
| م             | عداء              | مرتبة          |
| 21            | سيموني كونسوني    | لم يكمل السباق |
| 22            | Tim Declercq ‏     | 65             |
| 24            | Martin Pedersen ‏  | لم يكمل السباق |
| 25            | Jakob Söderqvist ‏ | 58             |
| 27            | Otto Vergaerde ‏   | 66             |

| Alpecin-Deceuninck ADC | Alpecin-Deceuninck ADC           | Alpecin-Deceuninck ADC |
| ---------------------- | -------------------------------- | ---------------------- |
| م                      | عداء                             | مرتبة                  |
| 31                     | جاسبر فيليبسين                   | لم يكمل السباق         |
| 32                     | BEL                              | 67                     |
| 33                     | Lars Boven ‏                      | لم يكمل السباق         |
| 34                     | Robbe Ghys ‏                      | 59                     |
| 35                     | إدوارد بلانكايرتإدوارد بلانكايرت | 39                     |
| 36                     | Jonas Rickaert ‏                  | 43                     |
| 37                     | جيمي يانسون                      | لم يكمل السباق         |

| Groupama-FDJ GFC | Groupama-FDJ GFC  | Groupama-FDJ GFC |
| ---------------- | ----------------- | ---------------- |
| م                | عداء              | مرتبة            |
| 41               | Lewis Askey ‏      | 7                |
| 42               | Clément Davy ‏     | 61               |
| 43               | Cyril Barthe ‏     | 32               |
| 44               | NZL               | 95               |
| 45               | أوليفييه لو جاك   | 55               |
| 46               | Eddy Le Huitouze ‏ | 51               |
| 47               | Matt Walls ‏       | 94               |

| Intermarché-Wanty IWA | Intermarché-Wanty IWA      | Intermarché-Wanty IWA |
| --------------------- | -------------------------- | --------------------- |
| م                     | عداء                       | مرتبة                 |
| 51                    | آرنه ماريت ‏                | 86                    |
| 52                    | Vito Braet ‏                | 15                    |
| 53                    | Dries De Pooter ‏           | 87                    |
| 54                    | Zeno Moonen‏                | 56                    |
| 55                    | Gijs Van Hoecke ‏           | 36                    |
| 56                    | Tobias Müller ‏             | 73                    |
| 57                    | Roel van Sintmaartensdijk ‏ | 57                    |

| Team Picnic-PostNL TPP | Team Picnic-PostNL TPP | Team Picnic-PostNL TPP |
| ---------------------- | ---------------------- | ---------------------- |
| م                      | عداء                   | مرتبة                  |
| 61                     | Pavel Bittner ‏         | 30                     |
| 62                     | Robbe Dhondt ‏          | 88                     |
| 63                     | Patrick Eddy ‏          | 68                     |
| 64                     | Nils Eekhoff ‏          | 1                      |
| 65                     | Tim Naberman ‏          | 89                     |
| 66                     | Oliver Peace‏           | لم يكمل السباق         |
| 67                     | تيمو روزن              | 92                     |

| Bahrain Victorious TBV | Bahrain Victorious TBV | Bahrain Victorious TBV |
| ---------------------- | ---------------------- | ---------------------- |
| م                      | عداء                   | مرتبة                  |
| 71                     | Alessandro Borgo ‏      | 31                     |
| 72                     | Alberto Bruttomesso ‏   | 96                     |
| 73                     | Roman Ermakov ‏         | 60                     |
| 74                     | Bryan Olivo ‏           | لم يكمل السباق         |
| 75                     | Daniel Skerl ‏          | لم يكمل السباق         |
| 76                     | أوليفر ستوكويل ‏        | 108                    |
| 77                     | Vlad Van Mechelen ‏     | لم يكمل السباق         |

| Cofidis COF | Cofidis COF     | Cofidis COF    |
| ----------- | --------------- | -------------- |
| م           | عداء            | مرتبة          |
| 81          | Milan Fretin ‏   | 4              |
| 82          | بيت اليجارت     | 6              |
| 83          | Eddy Finé ‏      | لم يكمل السباق |
| 84          | ايمي دي جندت    | 70             |
| 85          | Alexis Renard ‏  | 12             |
| 86          | Ludovic Robeet ‏ | 109            |
| 87          | دامين توزي      | 26             |

| XDS Astana Team XAT | XDS Astana Team XAT | XDS Astana Team XAT |
| ------------------- | ------------------- | ------------------- |
| م                   | عداء                | مرتبة               |
| 91                  | سيس بول             | 76                  |
| 93                  | آرون جيت            | 35                  |
| 94                  | ماكس كانتر          | لم يكمل السباق      |
| 95                  | Michele Gazzoli ‏    | 103                 |
| 96                  | Alessandro Romele ‏  | 75                  |

| Lotto LOT | Lotto LOT             | Lotto LOT      |
| --------- | --------------------- | -------------- |
| م         | عداء                  | مرتبة          |
| 101       | ارنو دي لاي (طريق)    | 69             |
| 102       | Cédric Beullens ‏      | لم يكمل السباق |
| 103       | سيباستيان غرينيار ‏    | 74             |
| 104       | Arjen Livyns ‏         | 13             |
| 105       | Milan Menten ‏         | 5              |
| 106       | Victor Vaneeckhoutte ‏ | 62             |
| 107       | Matys Grisel ‏         | 42             |

| Israel-Premier Tech IPT | Israel-Premier Tech IPT | Israel-Premier Tech IPT |
| ----------------------- | ----------------------- | ----------------------- |
| م                       | عداء                    | مرتبة                   |
| 111                     | هوغو هوفستيتر           | 10                      |
| 112                     | ويليام بويفن            | 33                      |
| 113                     | Oded Kogut ‏ (طريق)      | لم يكمل السباق          |
| 114                     | ميكل شوارزمان           | 100                     |
| 115                     | توم فان أسبروك          | 19                      |
| 116                     | Riley Pickrell ‏         | 110                     |
| 117                     | Ethan Vernon ‏           | 97                      |

| أونو-إكس موبيليتي ‏ UXM | أونو-إكس موبيليتي ‏ UXM     | أونو-إكس موبيليتي ‏ UXM |
| ---------------------- | -------------------------- | ---------------------- |
| م                      | عداء                       | مرتبة                  |
| 121                    | Erlend Blikra ‏             | 27                     |
| 122                    | Stian Fredheim ‏            | 11                     |
| 123                    | Jonas Iversby Hvideberg ‏   | 49                     |
| 124                    | Erik Resell ‏               | 28                     |
| 125                    | Henrik Pedersen (cyclist) ‏ | لم يبدأ                |
| 126                    | Martin Urianstad ‏          | 99                     |
| 127                    | Rasmus Bøgh Wallin ‏        | 44                     |

| سويس ريسينغ أكادمي ‏ TUD | سويس ريسينغ أكادمي ‏ TUD   | سويس ريسينغ أكادمي ‏ TUD |
| ----------------------- | ------------------------- | ----------------------- |
| م                       | عداء                      | مرتبة                   |
| 131                     | Alberto Dainese ‏          | 8                       |
| 132                     | Robin Froidevaux ‏         | 40                      |
| 133                     | Miká Heming ‏              | 81                      |
| 134                     | Arthur Kluckers ‏          | 54                      |
| 135                     | Sebastian Kolze Changizi ‏ | 72                      |
| 136                     | Aivaras Mikutis ‏          | لم يكمل السباق          |
| 137                     | Fabian Weiss (cyclist) ‏   | 53                      |

| فريق الدراجات Q36.5 ‏ Q36 | فريق الدراجات Q36.5 ‏ Q36 | فريق الدراجات Q36.5 ‏ Q36 |
| ------------------------ | ------------------------ | ------------------------ |
| م                        | عداء                     | مرتبة                    |
| 141                      | ماتيو موشيتي             | 2                        |
| 142                      | ديفيد غونزاليس           | لم يكمل السباق           |
| 143                      | جياكومو نيزولو           | 24                       |
| 144                      | Emīls Liepiņš ‏ (طريق)    | 63                       |
| 145                      | Nicolò Parisini ‏         | 16                       |
| 146                      | Kamil Małecki ‏           | 82                       |
| 147                      | روري تاونسند ‏            | لم يكمل السباق           |

| Unibet Tietema Rockets ‏ RKT | Unibet Tietema Rockets ‏ RKT | Unibet Tietema Rockets ‏ RKT |
| --------------------------- | --------------------------- | --------------------------- |
| م                           | عداء                        | مرتبة                       |
| 151                         | Abram Stockman ‏             | 37                          |
| 152                         | Lukáš Kubiš ‏ (طريق)         | 9                           |
| 153                         | مارتين بودينغ ‏              | لم يكمل السباق              |
| 154                         | Hartthijs de Vries ‏         | 106                         |
| 155                         | Jelle Johannink ‏            | 80                          |
| 156                         | أندرياس ستوكبرو             | 21                          |
| 157                         | Tomáš Kopecký (cyclist) ‏    | 38                          |

| بنجوال باوليز ساوكس دبليو بي ‏ WB2 | بنجوال باوليز ساوكس دبليو بي ‏ WB2 | بنجوال باوليز ساوكس دبليو بي ‏ WB2 |
| --------------------------------- | --------------------------------- | --------------------------------- |
| م                                 | عداء                              | مرتبة                             |
| 161                               | ساشا ويميس                        | لم يكمل السباق                    |
| 162                               | Jocelyn Baguelin ‏                 | 91                                |
| 163                               | BEL                               | 46                                |
| 164                               | Davide Persico ‏                   | 90                                |
| 165                               | Henri-François Haquin ‏            | 29                                |
| 166                               | Leander Van Hautegem ‏             | 23                                |
| 167                               | Kenneth Van Rooy ‏                 | 71                                |

| أوسكالتيل أوسكادي ‏ EUS | أوسكالتيل أوسكادي ‏ EUS    | أوسكالتيل أوسكادي ‏ EUS |
| ---------------------- | ------------------------- | ---------------------- |
| م                      | عداء                      | مرتبة                  |
| 171                    | دايفيد ديكر               | 104                    |
| 172                    | جون ابرستوري              | 45                     |
| 173                    | Xabier Berasategi ‏        | لم يكمل السباق         |
| 174                    | Danny van der Tuuk ‏       | 105                    |
| 175                    | Gotzon Martín ‏            | 18                     |
| 176                    | Andoni López de Abetxuko ‏ | لم يكمل السباق         |
| 177                    | Unai Zubeldia ‏            | لم يكمل السباق         |

| سبورت فلاندرين بالويس ‏ TFB | سبورت فلاندرين بالويس ‏ TFB | سبورت فلاندرين بالويس ‏ TFB |
| -------------------------- | -------------------------- | -------------------------- |
| م                          | عداء                       | مرتبة                      |
| 181                        | Lindsay De Vylder ‏         | 48                         |
| 182                        | أليكس كولمان ‏              | 83                         |
| 183                        | Siebe Deweirdt ‏            | 107                        |
| 184                        | Jonas Geens ‏               | 25                         |
| 185                        | Jules Hesters ‏             | 14                         |
| 186                        | Milan Lanhove ‏             | 78                         |
| 187                        | Dylan Vandenstorme ‏        | 47                         |

| سوبرانو هام ايزوريكس ‏ TIS | سوبرانو هام ايزوريكس ‏ TIS | سوبرانو هام ايزوريكس ‏ TIS |
| ------------------------- | ------------------------- | ------------------------- |
| م                         | عداء                      | مرتبة                     |
| 191                       | Louis Blouwe ‏             | 85                        |
| 192                       | Robbe Claeys‏              | 77                        |
| 193                       | Arne Santy ‏               | 34                        |
| 194                       | BEL                       | لم يكمل السباق            |
| 195                       | Lennert Teugels ‏          | 79                        |
| 196                       | Alex Vandenbulcke ‏        | لم يكمل السباق            |
| 197                       | Mauro Verwilt ‏            | 64                        |

| Soudal Quick-Step SOQ | Soudal Quick-Step SOQ | Soudal Quick-Step SOQ |
| --------------------- | --------------------- | --------------------- |
| م                     | عداء                  | مرتبة                 |
| 1                     | Luke Lamperti ‏        | 3                     |
| 2                     | Gil Gelders ‏          | 50                    |
| 3                     | Andrea Raccagni ‏      | 102                   |
| 4                     | Bert Van Lerberghe ‏   | 41                    |
| 5                     | Lars Vanden Heede ‏    | 101                   |
| 6                     | Warre Vangheluwe ‏     | 84                    |
| 7                     | Gauthier Servranckx‏   | لم يكمل السباق        |

| UAE Team Emirates XRG UAD | UAE Team Emirates XRG UAD | UAE Team Emirates XRG UAD |
| ------------------------- | ------------------------- | ------------------------- |
| م                         | عداء                      | مرتبة                     |
| 12                        | خوان سباستيان مولانو      | 22                        |
| 13                        | ميكيل بيرج                | 20                        |
| 14                        | Luca Giaimi ‏              | 93                        |
| 15                        | فيليبو بارونسيني          | 17                        |
| 16                        | Gibbe Staes‏               | 98                        |
| 17                        | Florian Vermeersch ‏       | 52                        |

| Lidl-Trek LTK | Lidl-Trek LTK     | Lidl-Trek LTK  |
| ------------- | ----------------- | -------------- |
| م             | عداء              | مرتبة          |
| 21            | سيموني كونسوني    | لم يكمل السباق |
| 22            | Tim Declercq ‏     | 65             |
| 24            | Martin Pedersen ‏  | لم يكمل السباق |
| 25            | Jakob Söderqvist ‏ | 58             |
| 27            | Otto Vergaerde ‏   | 66             |

| Alpecin-Deceuninck ADC | Alpecin-Deceuninck ADC           | Alpecin-Deceuninck ADC |
| ---------------------- | -------------------------------- | ---------------------- |
| م                      | عداء                             | مرتبة                  |
| 31                     | جاسبر فيليبسين                   | لم يكمل السباق         |
| 32                     | BEL                              | 67                     |
| 33                     | Lars Boven ‏                      | لم يكمل السباق         |
| 34                     | Robbe Ghys ‏                      | 59                     |
| 35                     | إدوارد بلانكايرتإدوارد بلانكايرت | 39                     |
| 36                     | Jonas Rickaert ‏                  | 43                     |
| 37                     | جيمي يانسون                      | لم يكمل السباق         |

| Groupama-FDJ GFC | Groupama-FDJ GFC  | Groupama-FDJ GFC |
| ---------------- | ----------------- | ---------------- |
| م                | عداء              | مرتبة            |
| 41               | Lewis Askey ‏      | 7                |
| 42               | Clément Davy ‏     | 61               |
| 43               | Cyril Barthe ‏     | 32               |
| 44               | NZL               | 95               |
| 45               | أوليفييه لو جاك   | 55               |
| 46               | Eddy Le Huitouze ‏ | 51               |
| 47               | Matt Walls ‏       | 94               |

| Intermarché-Wanty IWA | Intermarché-Wanty IWA      | Intermarché-Wanty IWA |
| --------------------- | -------------------------- | --------------------- |
| م                     | عداء                       | مرتبة                 |
| 51                    | آرنه ماريت ‏                | 86                    |
| 52                    | Vito Braet ‏                | 15                    |
| 53                    | Dries De Pooter ‏           | 87                    |
| 54                    | Zeno Moonen‏                | 56                    |
| 55                    | Gijs Van Hoecke ‏           | 36                    |
| 56                    | Tobias Müller ‏             | 73                    |
| 57                    | Roel van Sintmaartensdijk ‏ | 57                    |

| Team Picnic-PostNL TPP | Team Picnic-PostNL TPP | Team Picnic-PostNL TPP |
| ---------------------- | ---------------------- | ---------------------- |
| م                      | عداء                   | مرتبة                  |
| 61                     | Pavel Bittner ‏         | 30                     |
| 62                     | Robbe Dhondt ‏          | 88                     |
| 63                     | Patrick Eddy ‏          | 68                     |
| 64                     | Nils Eekhoff ‏          | 1                      |
| 65                     | Tim Naberman ‏          | 89                     |
| 66                     | Oliver Peace‏           | لم يكمل السباق         |
| 67                     | تيمو روزن              | 92                     |

| Bahrain Victorious TBV | Bahrain Victorious TBV | Bahrain Victorious TBV |
| ---------------------- | ---------------------- | ---------------------- |
| م                      | عداء                   | مرتبة                  |
| 71                     | Alessandro Borgo ‏      | 31                     |
| 72                     | Alberto Bruttomesso ‏   | 96                     |
| 73                     | Roman Ermakov ‏         | 60                     |
| 74                     | Bryan Olivo ‏           | لم يكمل السباق         |
| 75                     | Daniel Skerl ‏          | لم يكمل السباق         |
| 76                     | أوليفر ستوكويل ‏        | 108                    |
| 77                     | Vlad Van Mechelen ‏     | لم يكمل السباق         |

| Cofidis COF | Cofidis COF     | Cofidis COF    |
| ----------- | --------------- | -------------- |
| م           | عداء            | مرتبة          |
| 81          | Milan Fretin ‏   | 4              |
| 82          | بيت اليجارت     | 6              |
| 83          | Eddy Finé ‏      | لم يكمل السباق |
| 84          | ايمي دي جندت    | 70             |
| 85          | Alexis Renard ‏  | 12             |
| 86          | Ludovic Robeet ‏ | 109            |
| 87          | دامين توزي      | 26             |

| XDS Astana Team XAT | XDS Astana Team XAT | XDS Astana Team XAT |
| ------------------- | ------------------- | ------------------- |
| م                   | عداء                | مرتبة               |
| 91                  | سيس بول             | 76                  |
| 93                  | آرون جيت            | 35                  |
| 94                  | ماكس كانتر          | لم يكمل السباق      |
| 95                  | Michele Gazzoli ‏    | 103                 |
| 96                  | Alessandro Romele ‏  | 75                  |

| Lotto LOT | Lotto LOT             | Lotto LOT      |
| --------- | --------------------- | -------------- |
| م         | عداء                  | مرتبة          |
| 101       | ارنو دي لاي (طريق)    | 69             |
| 102       | Cédric Beullens ‏      | لم يكمل السباق |
| 103       | سيباستيان غرينيار ‏    | 74             |
| 104       | Arjen Livyns ‏         | 13             |
| 105       | Milan Menten ‏         | 5              |
| 106       | Victor Vaneeckhoutte ‏ | 62             |
| 107       | Matys Grisel ‏         | 42             |

| Israel-Premier Tech IPT | Israel-Premier Tech IPT | Israel-Premier Tech IPT |
| ----------------------- | ----------------------- | ----------------------- |
| م                       | عداء                    | مرتبة                   |
| 111                     | هوغو هوفستيتر           | 10                      |
| 112                     | ويليام بويفن            | 33                      |
| 113                     | Oded Kogut ‏ (طريق)      | لم يكمل السباق          |
| 114                     | ميكل شوارزمان           | 100                     |
| 115                     | توم فان أسبروك          | 19                      |
| 116                     | Riley Pickrell ‏         | 110                     |
| 117                     | Ethan Vernon ‏           | 97                      |

| أونو-إكس موبيليتي ‏ UXM | أونو-إكس موبيليتي ‏ UXM     | أونو-إكس موبيليتي ‏ UXM |
| ---------------------- | -------------------------- | ---------------------- |
| م                      | عداء                       | مرتبة                  |
| 121                    | Erlend Blikra ‏             | 27                     |
| 122                    | Stian Fredheim ‏            | 11                     |
| 123                    | Jonas Iversby Hvideberg ‏   | 49                     |
| 124                    | Erik Resell ‏               | 28                     |
| 125                    | Henrik Pedersen (cyclist) ‏ | لم يبدأ                |
| 126                    | Martin Urianstad ‏          | 99                     |
| 127                    | Rasmus Bøgh Wallin ‏        | 44                     |

| سويس ريسينغ أكادمي ‏ TUD | سويس ريسينغ أكادمي ‏ TUD   | سويس ريسينغ أكادمي ‏ TUD |
| ----------------------- | ------------------------- | ----------------------- |
| م                       | عداء                      | مرتبة                   |
| 131                     | Alberto Dainese ‏          | 8                       |
| 132                     | Robin Froidevaux ‏         | 40                      |
| 133                     | Miká Heming ‏              | 81                      |
| 134                     | Arthur Kluckers ‏          | 54                      |
| 135                     | Sebastian Kolze Changizi ‏ | 72                      |
| 136                     | Aivaras Mikutis ‏          | لم يكمل السباق          |
| 137                     | Fabian Weiss (cyclist) ‏   | 53                      |

| فريق الدراجات Q36.5 ‏ Q36 | فريق الدراجات Q36.5 ‏ Q36 | فريق الدراجات Q36.5 ‏ Q36 |
| ------------------------ | ------------------------ | ------------------------ |
| م                        | عداء                     | مرتبة                    |
| 141                      | ماتيو موشيتي             | 2                        |
| 142                      | ديفيد غونزاليس           | لم يكمل السباق           |
| 143                      | جياكومو نيزولو           | 24                       |
| 144                      | Emīls Liepiņš ‏ (طريق)    | 63                       |
| 145                      | Nicolò Parisini ‏         | 16                       |
| 146                      | Kamil Małecki ‏           | 82                       |
| 147                      | روري تاونسند ‏            | لم يكمل السباق           |

| Unibet Tietema Rockets ‏ RKT | Unibet Tietema Rockets ‏ RKT | Unibet Tietema Rockets ‏ RKT |
| --------------------------- | --------------------------- | --------------------------- |
| م                           | عداء                        | مرتبة                       |
| 151                         | Abram Stockman ‏             | 37                          |
| 152                         | Lukáš Kubiš ‏ (طريق)         | 9                           |
| 153                         | مارتين بودينغ ‏              | لم يكمل السباق              |
| 154                         | Hartthijs de Vries ‏         | 106                         |
| 155                         | Jelle Johannink ‏            | 80                          |
| 156                         | أندرياس ستوكبرو             | 21                          |
| 157                         | Tomáš Kopecký (cyclist) ‏    | 38                          |

| بنجوال باوليز ساوكس دبليو بي ‏ WB2 | بنجوال باوليز ساوكس دبليو بي ‏ WB2 | بنجوال باوليز ساوكس دبليو بي ‏ WB2 |
| --------------------------------- | --------------------------------- | --------------------------------- |
| م                                 | عداء                              | مرتبة                             |
| 161                               | ساشا ويميس                        | لم يكمل السباق                    |
| 162                               | Jocelyn Baguelin ‏                 | 91                                |
| 163                               | BEL                               | 46                                |
| 164                               | Davide Persico ‏                   | 90                                |
| 165                               | Henri-François Haquin ‏            | 29                                |
| 166                               | Leander Van Hautegem ‏             | 23                                |
| 167                               | Kenneth Van Rooy ‏                 | 71                                |

| أوسكالتيل أوسكادي ‏ EUS | أوسكالتيل أوسكادي ‏ EUS    | أوسكالتيل أوسكادي ‏ EUS |
| ---------------------- | ------------------------- | ---------------------- |
| م                      | عداء                      | مرتبة                  |
| 171                    | دايفيد ديكر               | 104                    |
| 172                    | جون ابرستوري              | 45                     |
| 173                    | Xabier Berasategi ‏        | لم يكمل السباق         |
| 174                    | Danny van der Tuuk ‏       | 105                    |
| 175                    | Gotzon Martín ‏            | 18                     |
| 176                    | Andoni López de Abetxuko ‏ | لم يكمل السباق         |
| 177                    | Unai Zubeldia ‏            | لم يكمل السباق         |

| سبورت فلاندرين بالويس ‏ TFB | سبورت فلاندرين بالويس ‏ TFB | سبورت فلاندرين بالويس ‏ TFB |
| -------------------------- | -------------------------- | -------------------------- |
| م                          | عداء                       | مرتبة                      |
| 181                        | Lindsay De Vylder ‏         | 48                         |
| 182                        | أليكس كولمان ‏              | 83                         |
| 183                        | Siebe Deweirdt ‏            | 107                        |
| 184                        | Jonas Geens ‏               | 25                         |
| 185                        | Jules Hesters ‏             | 14                         |
| 186                        | Milan Lanhove ‏             | 78                         |
| 187                        | Dylan Vandenstorme ‏        | 47                         |

| سوبرانو هام ايزوريكس ‏ TIS | سوبرانو هام ايزوريكس ‏ TIS | سوبرانو هام ايزوريكس ‏ TIS |
| ------------------------- | ------------------------- | ------------------------- |
| م                         | عداء                      | مرتبة                     |
| 191                       | Louis Blouwe ‏             | 85                        |
| 192                       | Robbe Claeys‏              | 77                        |
| 193                       | Arne Santy ‏               | 34                        |
| 194                       | BEL                       | لم يكمل السباق            |
| 195                       | Lennert Teugels ‏          | 79                        |
| 196                       | Alex Vandenbulcke ‏        | لم يكمل السباق            |
| 197                       | Mauro Verwilt ‏            | 64                        |

## التصنيف العام النهائي
| التصنيف العام | التصنيف العام    | التصنيف العام           | التصنيف العام | التصنيف العام |
| العداء        | العداء           | الفريق                  | الوقت         |               |
| ------------- | ---------------- | ----------------------- | ------------- | ------------- |
| 1             | Nils Eekhoff ‏    | سنويب                   | 4 س 15 د 42 ث |               |
| 2             | ماتيو موشيتي     | فريق الدراجات Q36.5 ‏    | + 0 ث         |               |
| 3             | Luke Lamperti ‏   | دكونيك كويك ستب         | + 0 ث         |               |
| 4             | Milan Fretin ‏    | كوفيديس                 | + 0 ث         |               |
| 5             | Milan Menten ‏    | لوتو سودال              | + 0 ث         |               |
| 6             | بيت اليجارت      | كوفيديس                 | + 0 ث         |               |
| 7             | Lewis Askey ‏     | إف دي جي                | + 0 ث         |               |
| 8             | Alberto Dainese ‏ | سويس ريسينغ أكادمي ‏     | + 0 ث         |               |
| 9             | Lukáš Kubiš ‏     | Unibet Tietema Rockets ‏ | + 0 ث         |               |
| 10            | هوغو هوفستيتر    | إسرائيل - بريمير تيك    | + 0 ث         |               |
|               |                  |                         |               |               |
|               |                  |                         |               |               |